# Vaxis – Act III: The Father of Make Believe
Vaxis – Act III: The Father of Make Believe es el undécimo álbum de estudio de la banda estadounidense de rock progresivo Coheed and Cambria. Fue lanzado el 14 de marzo de 2025 a través del sello Roadrunner Records. El álbum, como la mayoría de los álbumes de estudio de la banda, es un álbum conceptual que continúa la historia de Amory Wars. 

## Composición y temas
Si bien el álbum continúa la historia de The Amory Wars, establecida en la mayoría de los álbumes anteriores de la banda, el líder y compositor principal, Claudio Sánchez, ha declarado que este álbum fue más personal que otros, con un enfoque en historias personales más que en el concepto. Sánchez ha descrito el álbum como una "crisis de la mediana edad".
Los temas del álbum giran en torno a la pérdida: en "Yesterday's Lost" Sánchez reflexiona sobre un posible tiempo sin su esposa, y en "Meri of Mercy" regresan personajes inspirados en sus abuelos fallecidos.

## Lista de canciones
Todas las canciones escritas y compuestas por Claudio Sanchez, excepto "Corner My Confidence" escrito por Sánchez y Zakk Cervini. 
| N.º | Título                                            | Duración |  |
| 1.  | «Yesterday's Lost»                                | 3:24     |  |
| 2.  | «Goodbye, Sunshine»                               | 4:16     |  |
| 3.  | «Searching for Tomorrow»                          | 3:33     |  |
| 4.  | «The Father of Make Believe»                      | 4:39     |  |
| 5.  | «Meri of Mercy»                                   | 4:16     |  |
| 6.  | «Blind Side Sonny»                                | 2:22     |  |
| 7.  | «Play the Poet»                                   | 3:29     |  |
| 8.  | «One Last Miracle»                                | 3:12     |  |
| 9.  | «Corner My Confidence»                            | 4:04     |  |
| 10. | «Someone Who Can»                                 | 3:45     |  |
| 11. | «The Continuum I: Welcome to Forever, Mr. Nobody» | 3:43     |  |
| 12. | «The Continuum II: The Flood»                     | 6:23     |  |
| 13. | «The Continuum III: Tethered Together»            | 4:36     |  |
| 14. | «The Continuum IV: So It Goes»                    | 5:45     |  |

Bonus track

| N.º | Título           | Duración |  |
| 15. | «The Omni-Voice» | 23:24    |  |

Notas
- "Yesterday's Lost" contiene, aproximadamente en el minuto 0:28, una repetición del tema "The Hollow" de The Afterman: Ascension.
- "The Continuum III: Tethered Together" contiene múltiples alusiones a la suite Key Entity Extraction de los álbumes Afterman, destacando la melodía de "Key Entity Extraction I: Domino the Destitute" de The Afterman: Ascension.
- "The Continuum IV: So It Goes" contiene, aproximadamente en el minuto 5:16, una repetición de "Pretelethal" de The Afterman: Descension.

## Personal
Coheed and Cambria
- Claudio Sanchez – vocalista, guitarra
- Travis Stever – guitarra, coros
- Zach Cooper – bajo, coros
- Josh Eppard – batería